# 拳骨 (1915年の映画の続篇)
『拳骨』（げんこつ、英語: The Romance of Elaine, 「エレインの恋愛」の意）は、1915年（大正4年）製作・公開、ワートン製作、パテ・エクスチェインジ配給によるアメリカ合衆国のサイレント映画、シリアル・フィルムである。日本での別題『エレーヌの勲功』（エレーヌのくんこう）。
本作は The Exploits of Elaine および The New Exploits of Elaine の続篇であるが、日本では前々作『拳骨』、前作『拳骨』に引きつづき、本作の第1篇を『拳骨 第廿五篇』として封切った。

## 略歴・概要
1914年（大正3年）、フランスの映画会社パテ・フレール（現在のパテ）がパール・ホワイトを主演にアメリカで製作・公開したシリアル『ポーリンの危難』 の大ヒットを受けて、レオポルド・ワートン、シオドア・ワートンのワートン兄弟が製作した前々作『拳骨』、前作『拳骨』の続篇として製作され、パテ・エクスチェインジが配給して、1915年6月14日に第1篇を公開した。本作をもってシリーズは完結した。
日本では、1916年（大正5年）3月、天然色活動写真（天活）が配給して、前々作の第1篇『拳骨 第一篇 酸化薬の一種』、同年5月20日には同じく前作の第1篇『拳骨 第十五篇 圧搾瓦斯』が東京・浅草公園六区の帝国館で封切られるが、本作の第1篇は、別作品とせずに引き続き『拳骨 第廿五篇』として、同年8月に浅草公園六区のキネマ倶楽部で封切られた。
現在、本作の原版・上映用プリント等は散逸し現存しないとみなされている。

## スタッフ・作品データ
- 製作 : レオポルド・ワートン （Leopold Wharton）、シオドア・ワートン （Theodore Wharton）
- 監督 : ジョージ・B・サイツ （en:George B. Seitz）、レオポルド・ワートン、シオドア・ワートン
- 原作 : アーサー・B・リーヴ （Arthur B. Reeve）
- 脚本 : チャールズ・W・ゴダード （Charles Goddard）
- 撮影 : リーヴァイ・ベイコン （Levi Bacon [5]）、ロビン・H・タウンレイ （Robin H. Townley [6]）
- 美術 : アーチャー・チャドウィック （Archer Chadwick [7]）

- 上映時間（巻数） : 約240分（2巻もの全12話 各話約20分、全24巻[2]）
- フォーマット : 白黒映画 - スタンダードサイズ（1.37:1） - サイレント映画
- 日本初回興行 : 浅草・キネマ倶楽部

## キャスト
クレジット順
- パール・ホワイト （Pearl White） - Elaine Dodge
- クレイトン・ヘイル （Creighton Hale） - Walter Jameson
- ライオネル・バリモア - Marcus Del Mar / Mr. X
- アーノルド・デイリー （Arnold Daly [8]） - Detective Craig Kennedy
- ワーナー・オーランド （Warner Oland）
- ベッシー・ワートン （Bessie Wharton [9]） - Aunt Josephine
- ジョージ・B・サイツ

以下ノンクレジット、アルファベット順
- ハワード・コディ （Howard Cody [10]）
- ポール・エヴァートン （Paul Everton [11]）
- ロビン・H・タウンレイ
- ルイス・ウォルハイム （Louis Wolheim）

## サブタイトル
各話のサブタイトル、公開日の一覧である。
1. 『拳骨 第廿五篇』 The Lost Torpedo （ 1915年6月14日、 1916年8月）
2. 『拳骨 第廿六篇』 The Gray Friar
3. 『拳骨 第廿七篇』 The Vanishing Man
4. 『拳骨 第廿八篇』 The Submarine Harbor
5. 『拳骨 第廿九篇』 The Conspirators
6. 『拳骨 第三十篇』 The Wireless Detective
7. 『拳骨 第三十一篇 死の雲』 The Death Cloud
8. 『拳骨 第三十二篇 探照銃』 The Search Light Gun
9. 『拳骨 第三十三篇 命の綱』The Life Chain
10. 『拳骨 第三十四篇 閃光』 The Flash （ 1916年10月4日）
11. 『拳骨 第三十五篇 消失した潜水帽』The Disappearing Helmets
12. 『拳骨 第三十六篇 エレーヌの勝利』The Triumph of Elaine